# Tobiko

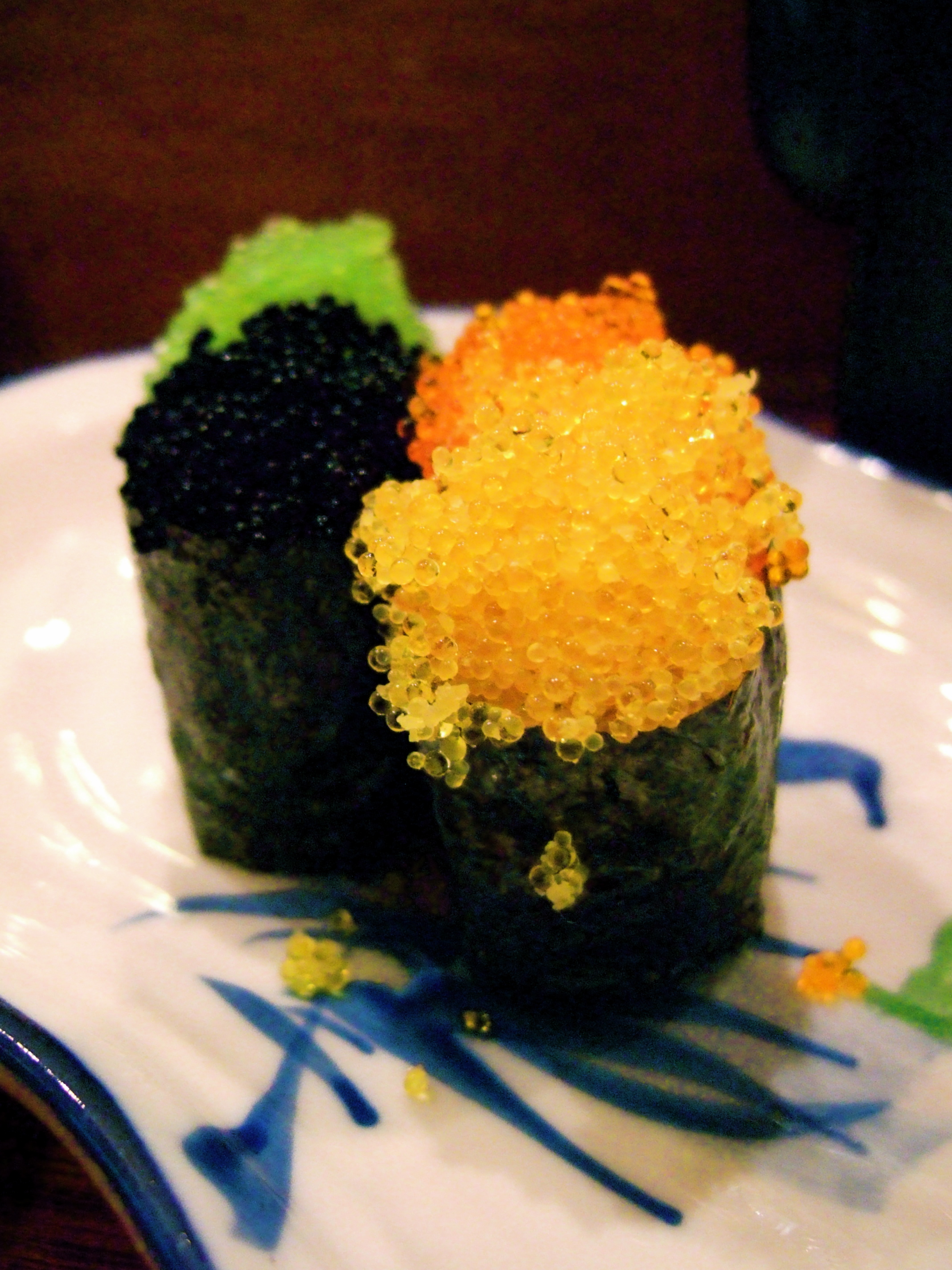
Tobiko em cores variadas, servido como sushi

Tobiko (とびこ ou とびっこ, tobikko) é a palavra japonesa para ovas de peixe-voador. O ingrediente é mais conhecido por ser comumente usado na confecção de pratos de sushi. O termo também é utilizado no Japão para se referir a jovens prostitutos itinerantes, que viajavam o país para se prostituirem, durante os últimos séculos do período Edo (sécs. XVIII e XIX). O uso dessa palavra se relaciona com a espécie do peixe (voador), e o caráter nômade desses rapazes, que viajavam ("voavam") entre Kyoto, então capital do país, e outras cidades, a fim de conseguirem mais clientes.

## Características

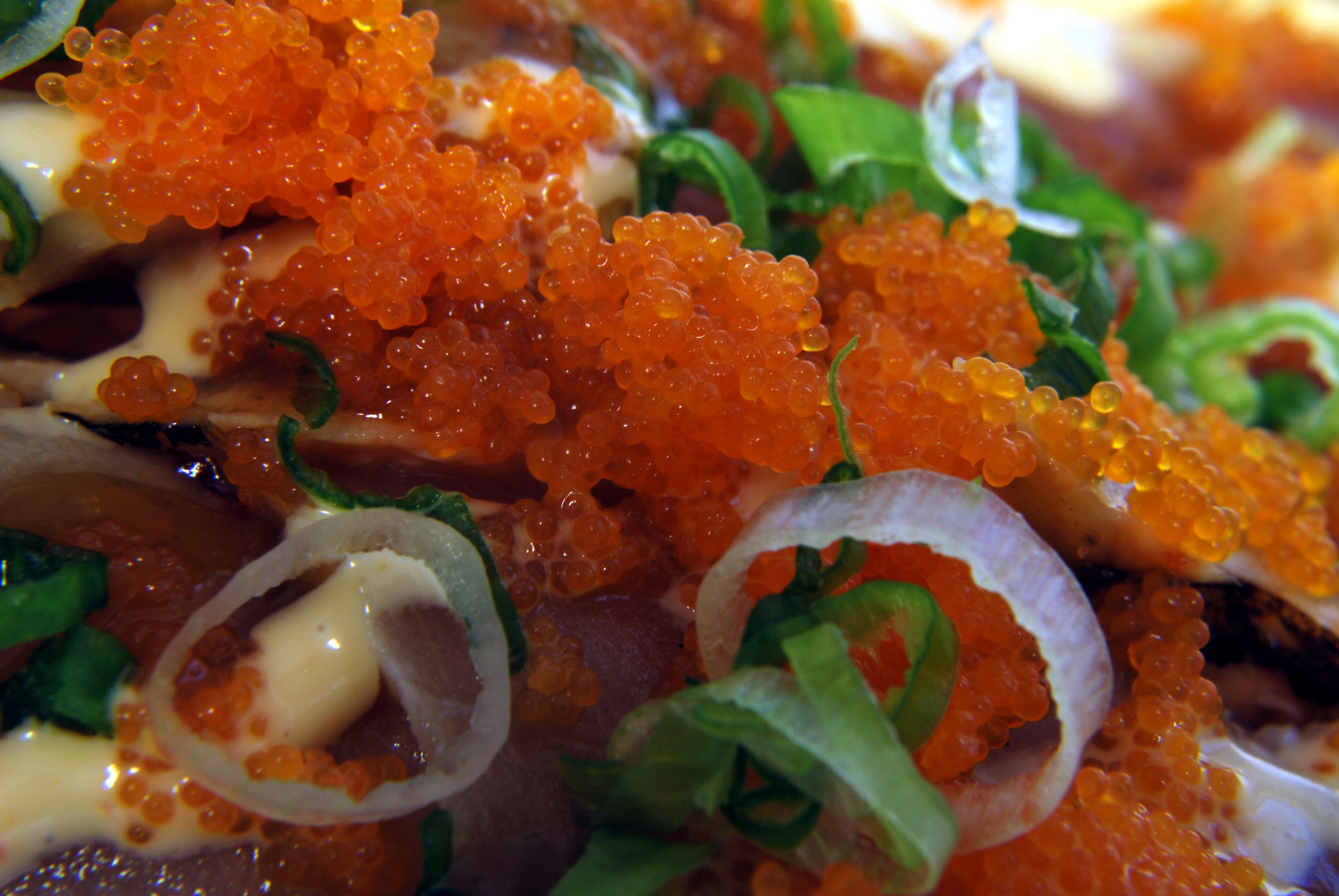
Tobiko, mostrado em sua cor natural, cobrindo atum grelhado

As ovas são pequenas, variando de 0,5 a 0,8 mm. Para efeito de comparação, ovas tobiko são maiores do que masago (ovas de capelim), mas menores do que ikura (ovas de salmão). Tobiko natural tem uma coloração laranja avermelhada, um sabor levemente defumado ou salgado e uma textura crocante à mordida. Às vezes, outros ingredientes naturais são adicionados ao tobiko, a fim de mudarem sua aparência e sua coloração. Por exemplo, usa-se tinta de lula para torná-lo preto, yuzu para torná-lo um laranja mais pálido (quase amarelo), beterraba para realçar a cor vermelha, e até mesmo wasabi, para tornar a cor verde e adicionar um sabor picante. Uma porção de tobiko pode conter diversas peças diferentes, cada uma com coloração específica.

## Uso culinário
Quando preparado como sashimi, as ovas podem ser servidas sobre peixes e arroz, ou apresentadas em abacates cortados pela metade ou em fatias, e também podem ser usadas como complemento para makimonos (rolos de sushi), como recheio ou cobertura. Além disso, tobiko é utilizado na criação de muitos outros pratos da culinária do Japão; no entanto, é raramente servido puro. No Ocidente, as ovas são popularmente usadas na confecção de California rolls, revestindo o arroz ou servidas como acompanhamento. 
Fora do Japão, frequentemente, masago (ovas de capelim ou peixe-rei) são substituídas pelas ovas tobiko, devido à aparência e sabor similares, já que os peixes-voadores são mais acessíveis e de custo mais baixo que as outras espécies. No entanto, as ovas deste são maiores que as do capelim, diferença que é facilmente perceptível ao olho nu.